# Coura (Paredes de Coura)
Coura es una freguesia portuguesa del municipio de Paredes de Coura, con 5,60 km² de área y 420 habitantes (2001). Densidad poblacional: 75,0 h/km².

## Patrimonio
- Castro de São Martinho el poblado fortificado de Portela de Bustarenga

- Datos: Q1137619
- Multimedia: Coura (Paredes de Coura) / Q1137619